# T-35
T-35 je bil težki tank Sovjetske zveze iz obdobja med obema svetovnima vojnama in začetka druge. T-35 je edini serijski tank kdajkoli, ki je imel kar pet kupol, kar pa je bilo pretirano in se je izkazalo za neučinkovito. Kljub temu so jih leta 1941 še vedno imeli v oborožitvi in hitro so se izkazali za neuporabne v boju, saj so zaradi pogostih mehanskih napak predstavljali večje breme lastnikom kot pa nasprotniku, Nemški vojski (Heer). 

## Zgodovina tanka
Proizvodnja tanka T-35 se je začela leta 1930 v biroju OKMO. Tank je bil oblikovan po zgledu tanka Vickers A1E1 Independent. Prvi prototip je bil narejen leta 1932. Prototip je bil težak 35 ton in oborožen z topom 76.2 mm. Prvi prototip je bil kasneje popravljen tako, da so mu dodali še štiri kupole. Dve kupoli so opremili z dvema topoma 37 mm, drugi dve kupoli pa so opremili z dvema puškomitraljezoma. Izkazal se je za preveč kompleksnega, da bi našel svoj prostor v serijski proizvodnji, zato se je delo na tem prototipu ustavilo in so raje naredili manj kompleksnega novega prototipa. Novi prototip je dobil nov menjalnik in motor, poenotila pa se je tudi kupola s kupolo iz tanka T-28. 11.avgusta 1933 so potrdili serijsko proizvodnjo tanka T-35. Zaradi velike cene tanke se je proizvodnja končala pri 61. tankih.
Med operacijo Barbarossa je bilo 90 % tankov uničenih. Največ tankov je uničila lastna posadka, saj je med bojevanjem velikokrat prišlo do okvare. Posadka je z uničenjem tanka poskrbela, da ne bi ta prišel v sovražnikove roke.

### Verzije
- T-35-1 - prvi prototip
- T-35-2 - drugi prototip
- T-35A - edini proizvodni model
- T-35B - T-35A z novim motorjem, narejen je bil le en prototip
- SU-7 - Prototip z topom 254 mm, 305 mm in minometom 400 mm. Tehtal je več kot 106 ton.